# Glas in lood

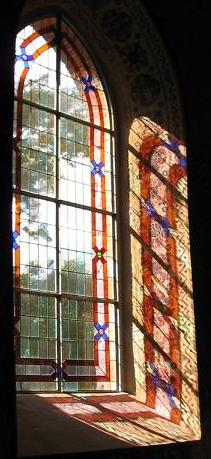
Licht valt door een glas-in-loodraam.

Glas in lood is een vensterraam bestaande uit stukken glas gevat in loodlijsten. In een eenvoudige uitvoering vormen de loodlijsten een rechthoekig raamwerk waarin stukken blank vensterglas gevat zijn. Glas in lood werd destijds gemaakt omdat een raam uit één stuk glas niet te maken viel. Glas in lood leent zich echter uitstekend voor kunstzinnige uitvoeringen, met kleurrijke voorstellingen. Men treft glas in lood wel aan in oude herenhuizen, maar vooral in kerken, waar het zicht van binnen op de ramen door het invallende licht het kunstzinnige karakter doet uitkomen.

## Techniek
De techniek van glas in lood is al zeer oud. Stukken gekleurd of gebrandschilderd glas worden naar het patroon van de gewenste voorstelling gesneden en gevat in H-vormige loodlijsten, die op de punten waar zij elkaar kruisen aan elkaar worden gesoldeerd. Om het raam waterdicht te maken wordt tussen de loodlijst en het glas een kit aangebracht. Glas-in-loodkit is stopverf aangelengd met lijnzaadolie. Aangezien gewone loodlijsten niet voor veel stevigheid zorgen, zijn vaak enkele doorgaande loodlijsten voorzien van een stalen kern. Desondanks is een glas-in-loodraam een tamelijk zwakke constructie, zodat grotere uitvoeringen ter versteviging bevestigd worden aan aparte stalen spijlen. Grotere ramen bestaan doorgaans uit meerdere deelramen. Deze deelramen beschikken dan elk over een eigen sponning die tezamen het gehele raam vormen (zie de foto).

## Dubbel glas
Om de uitstraling van glas in lood te combineren met een goede warmte-isolatie is het mogelijk glas in lood te monteren in dubbel glas. Er gaat echter wel iets van de uitstraling verloren, doordat de structuur van het glas in lood niet meer zo goed te zien is. Het is echter beter om het glas in lood in een frame aan de binnenzijde tegen de bestaande isolerende beglazing te plaatsen. Hierdoor staan het glas en het lood niet bloot aan de temperaturen die tussen de dubbele beglazing kunnen ontstaan, temperaturen die kunnen oplopen tot 60-70°C en op de lange duur schadelijk zijn voor het raam.

## Galerij

Voorbeelden
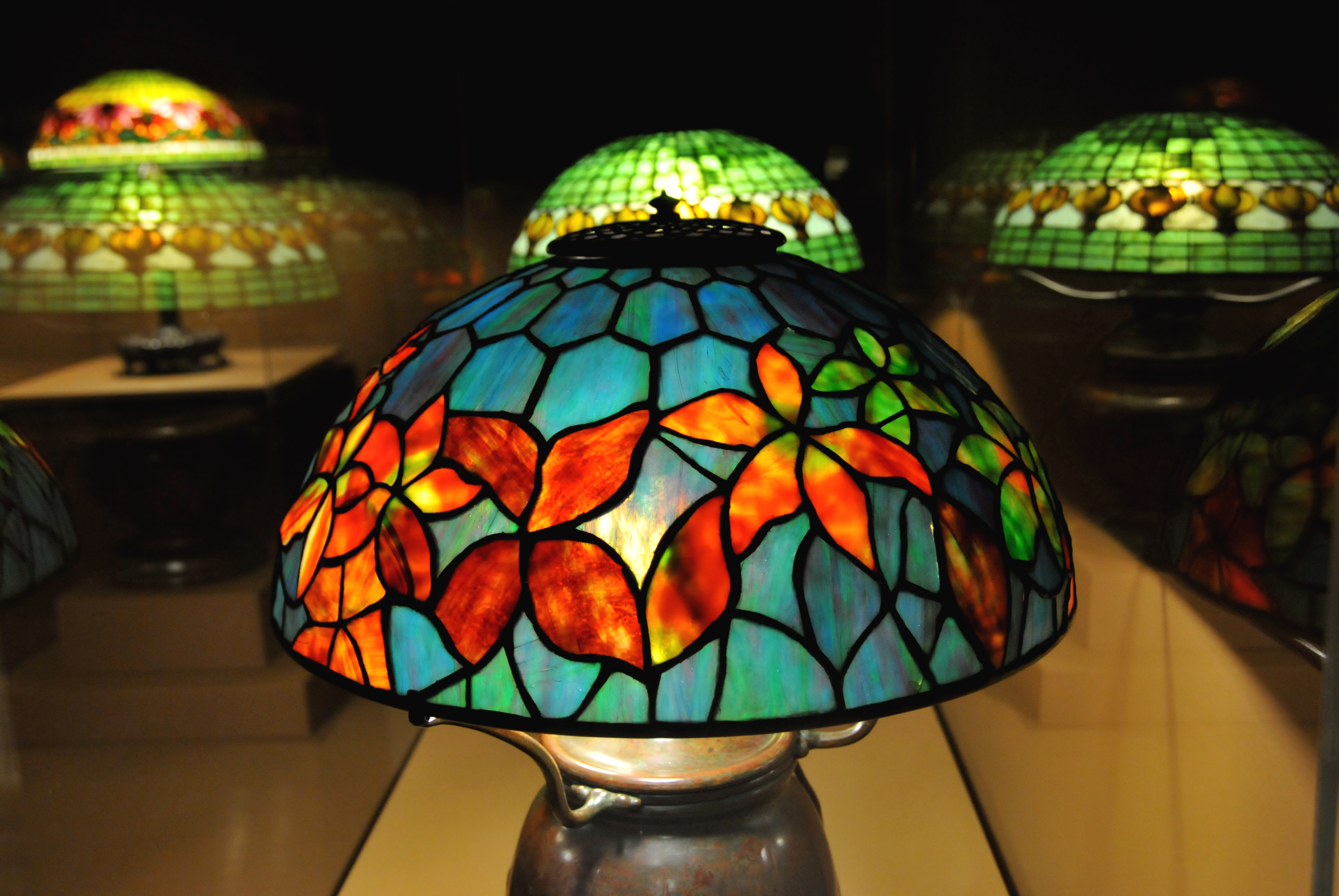
Lampen in de Newcomb Art Gallery
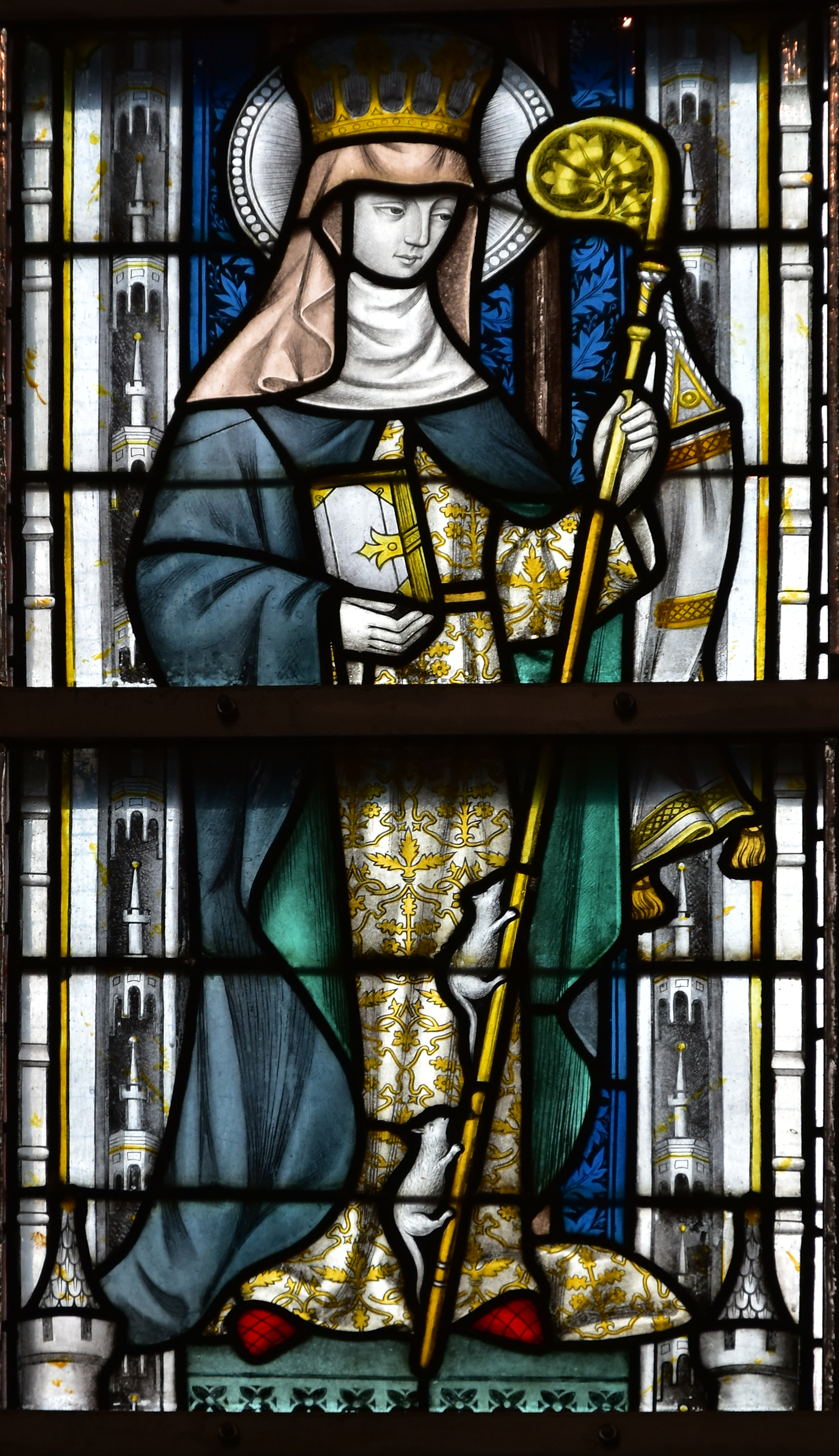
Gertrudis van Nijvel in de Sint-Martinusbasiliek te Halle
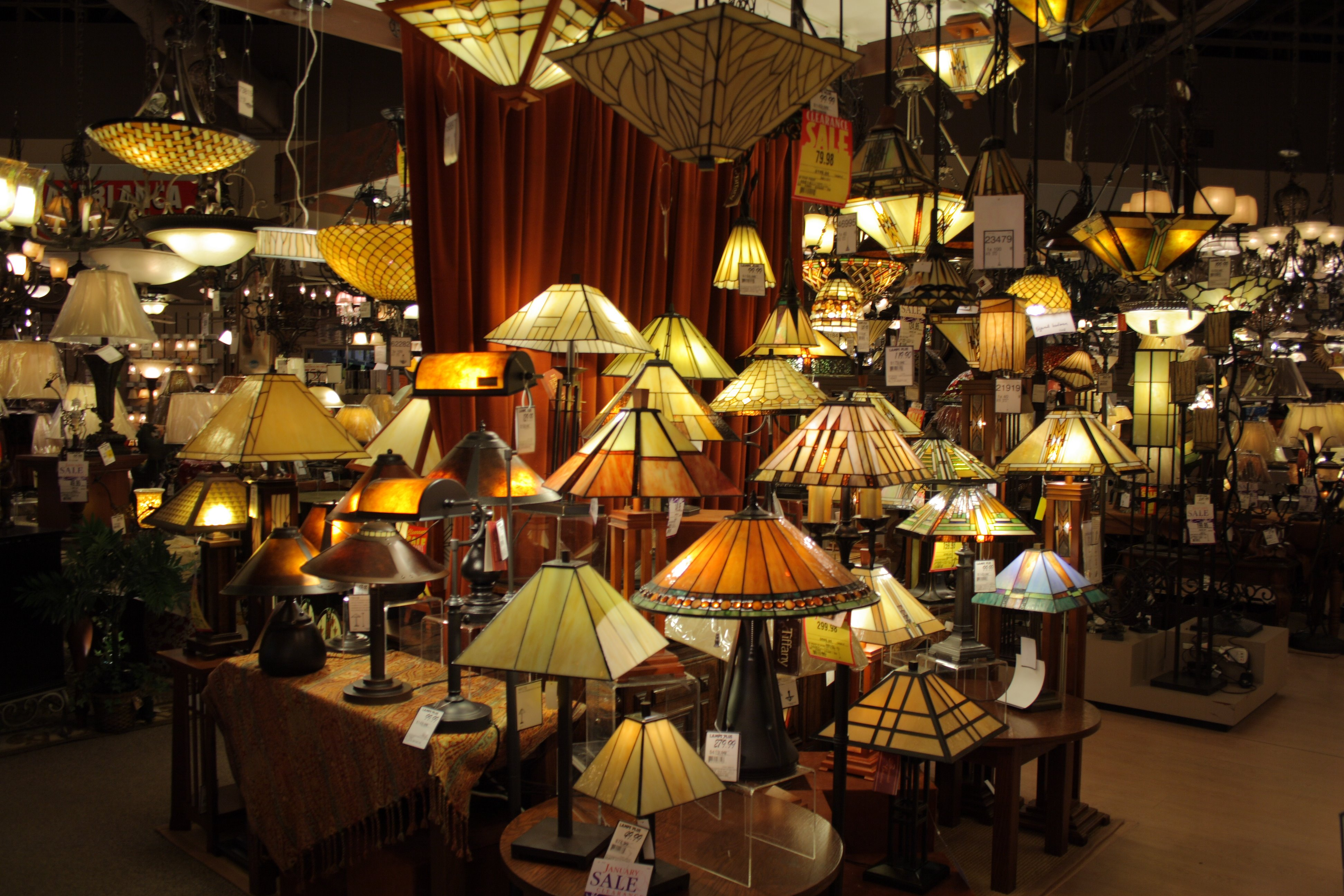
Een verzameling glas-in-loodlampen
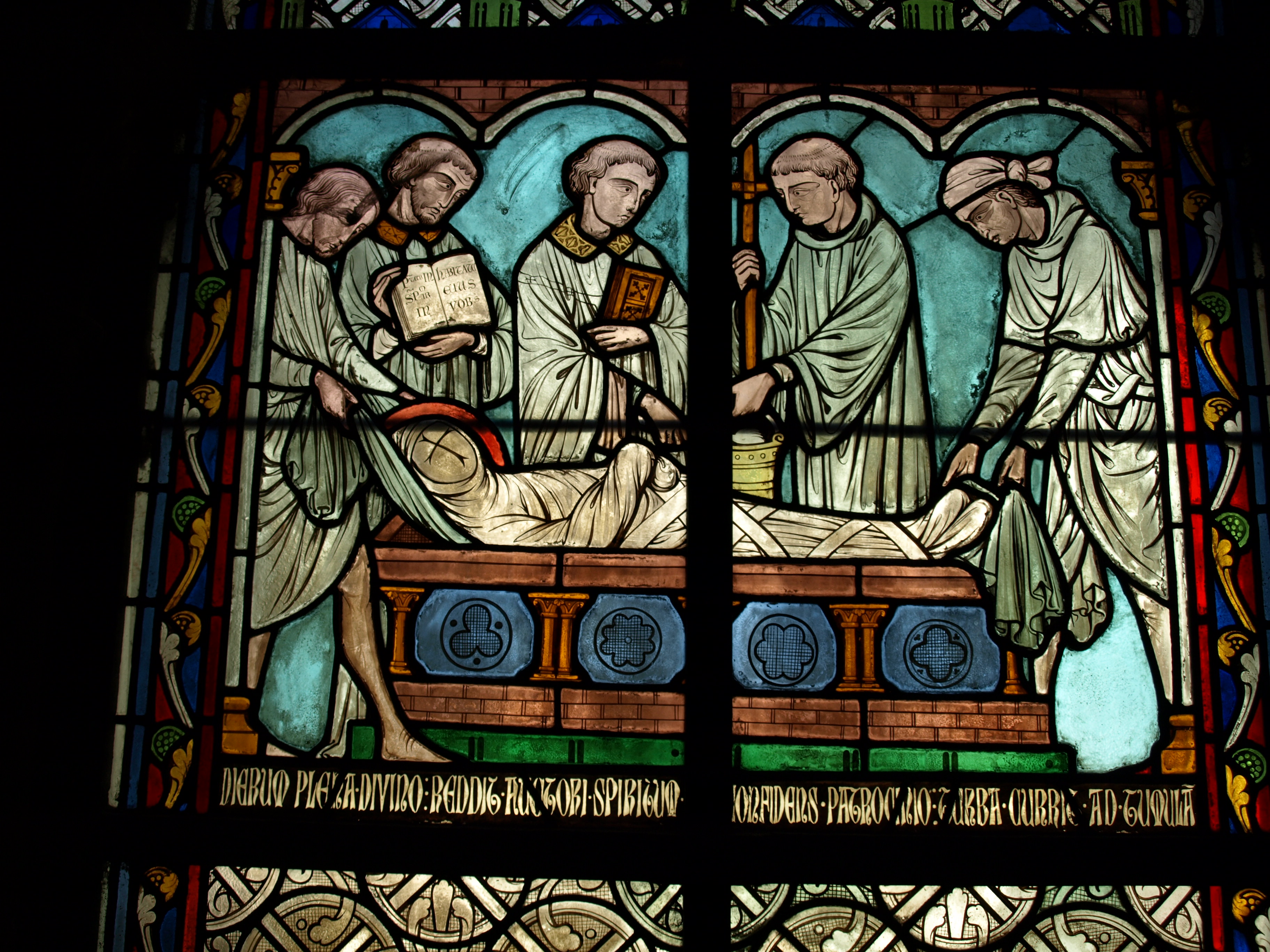
Fragment van een glas-in-loodraam in de Notre-Dame van Parijs
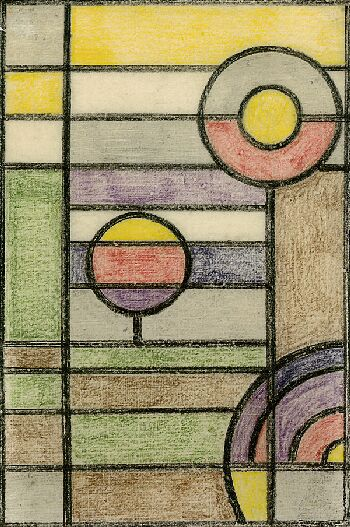
Ontwerp voor een glas-in-loodraam Franz Wilhelm Seiwert, 1928
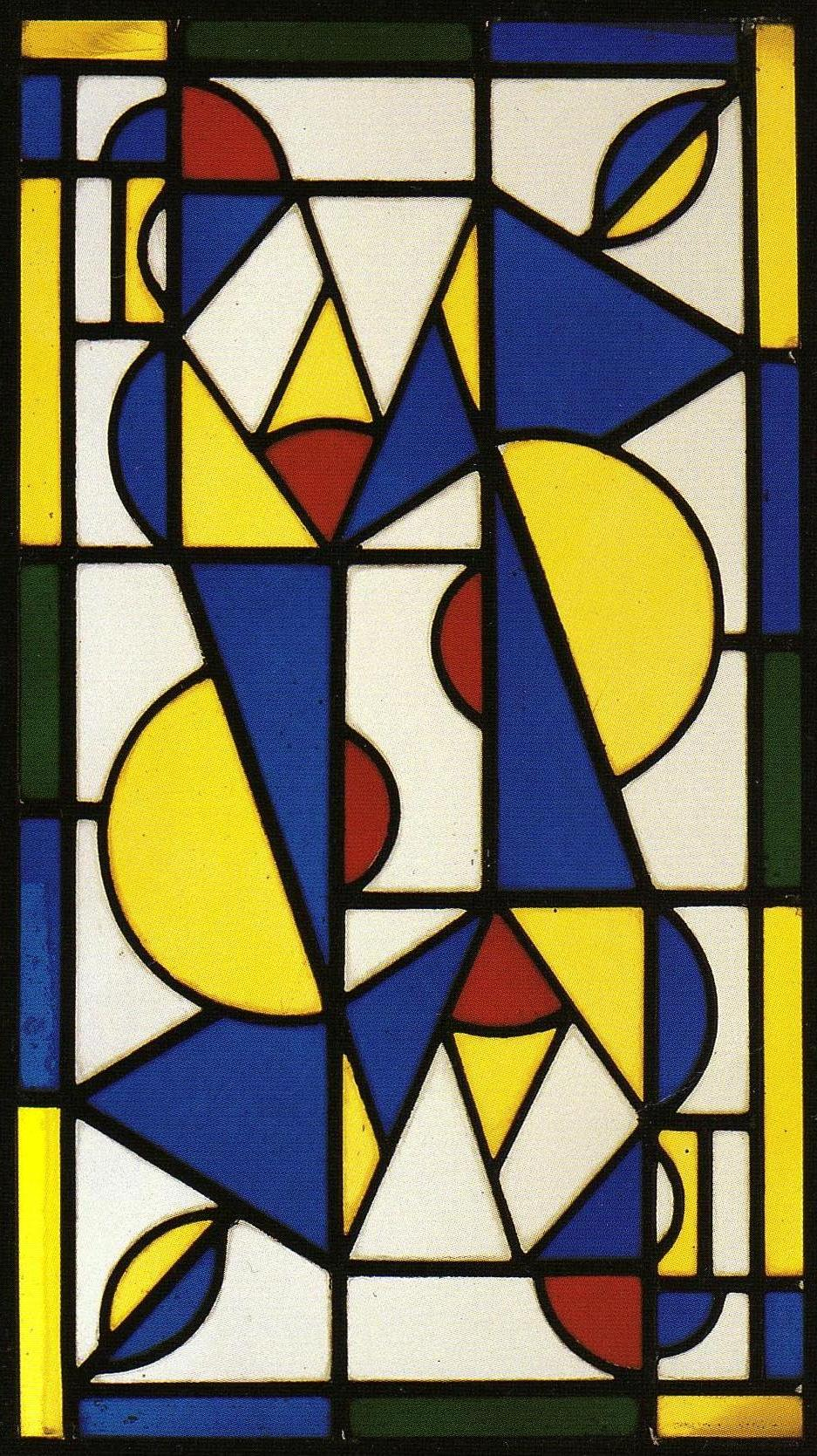
Dans I (in primaire kleuren) Theo van Doesburg, 1917
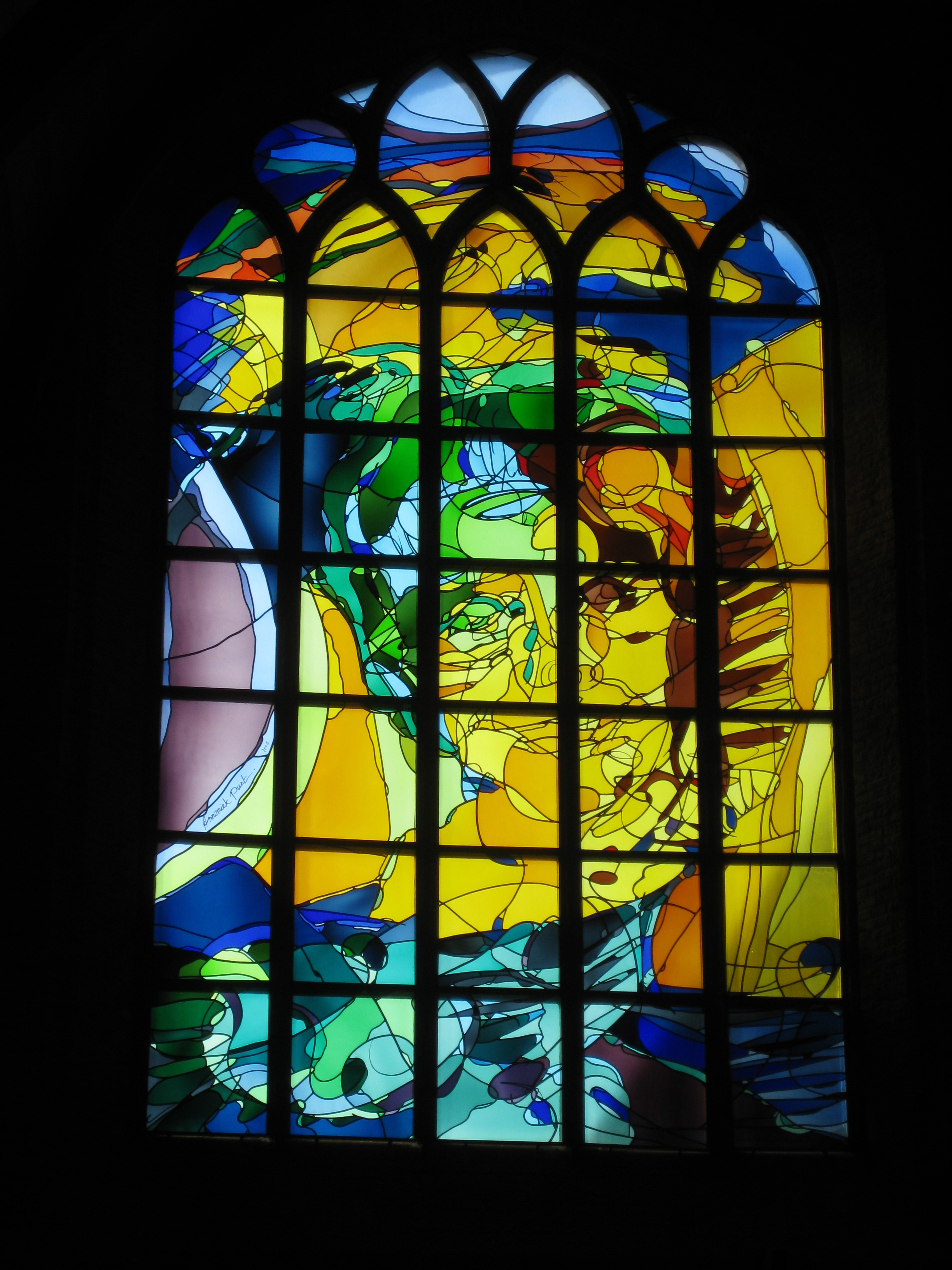
Opwekking van het dochtertje van Jaïrus in de Nieuwe Kerk Delft. Ontworpen en uitgevoerd door Annemiek Punt in 2006.
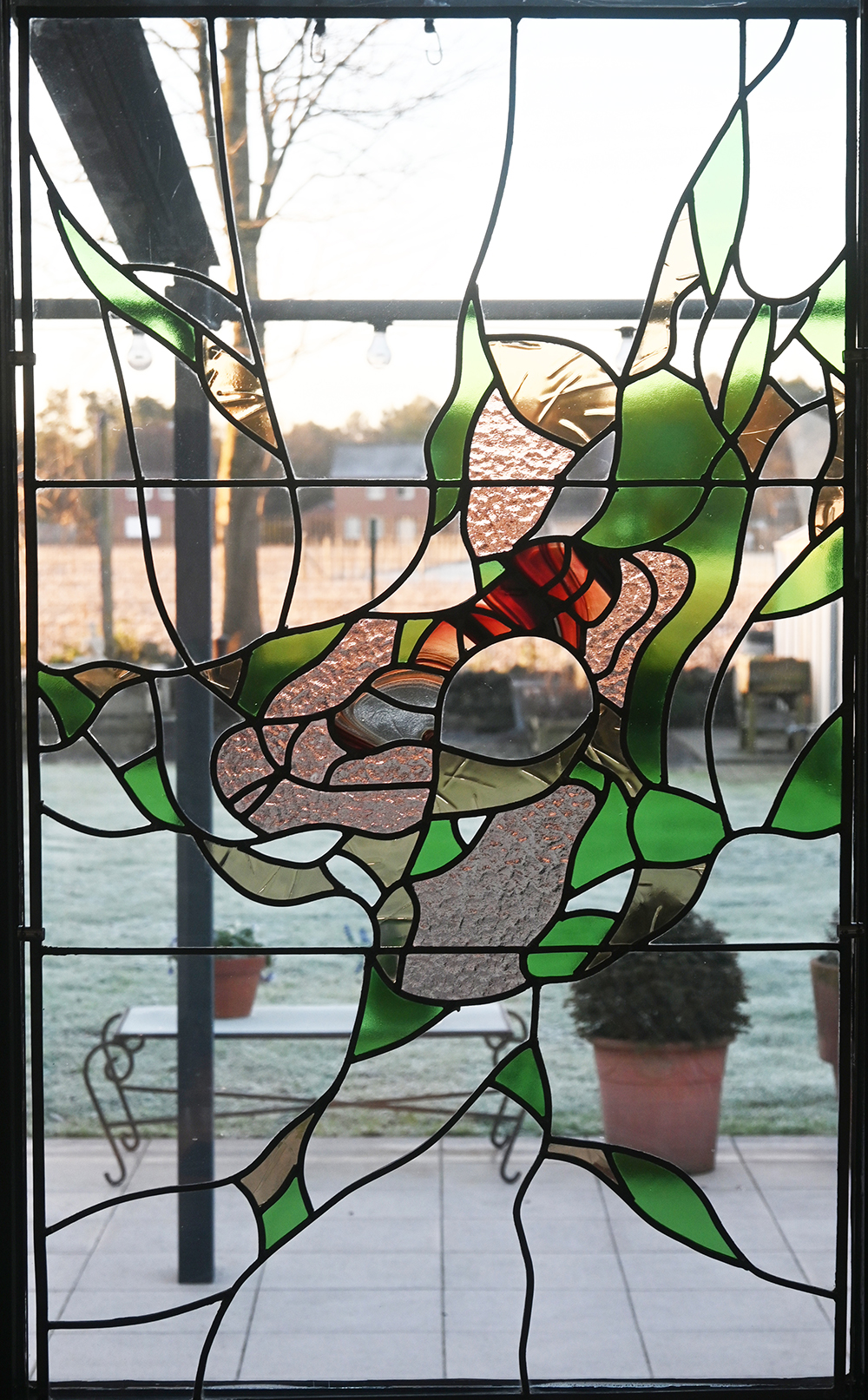
Kijk door de wereld. Ontworpen en uitgevoerd door Claudia Kuyken in 2023.